# Алексеј Епишев
Алексеј Епишев (рус. Алексей Алексеевич Епишев, Астрахан, 19. мај 1908 — Москва, 15. септембар 1985) био је совјетски партијски и војни вођа, дипломата, војни генерал (1962), Херој Совјетског Савеза (1978), начелник Главне политичке дирекције Совјетске армије и морнарице (1962−1985). Члан Централног комитета КПСС био је од 1964 до 1985. године.

## Биографија

### Почетак каријере
Родио се у Астрахану, 19. маја 1908. године у радничкој породици. Радио је у Астраханском рибарском комбинату. Постао је секретар Комсомолске организације предузећа 1927. године. Члан Комунистичке партије Совјетског Савеза је од 1929. године. Годину дана касније прикључио се Црвеној армији. Дипломирао је на Војној академији за механизацију и моторизацију 1938. године. Радио је као организатор партије у фабрици Локомотива у Харкову и постао је први секретар једног од окружних страначких одбора у овом граду. Тамо се придружио и Комунистичкој партији Украјинске ССР, у којем је остао члан до 1952. године. У марту 1940. постављен је за првог секретара Харковског регионалног одбора. Од маја 1940. до јануара 1949. био је члан Организационог одбора Председништва Украјинске комунистичке партије.

### Други светски рат
Након почетка операције Барбароса, Епишев је постао одговоран за организацију отпора Немцима. Мобилисао је харковску милицију чији је био комесар и организовао партизанске формације. Пре него што је град освојен од непријатеља у октобру 1941. године, евакуисан је на Урал, где је именован за првог секретара партијског одбора у Нижњем Тагилу и као такав је био задужен за обнављање фабрика оружја пребачених са линије фронта.
У новембру 1942. године постао је комесар за кадровска питања при Централном комитету. За Стаљинградске битке једно време налазио се на фронту. Поново је пребачен у Црвену армију у току 1943. године и именован је за члана војног савета 40. армије. У октобру је био члан 38. армије, а у периоду од 1945. до 1946. године поново члан 38. армије. Учествовао је у Курској бици, бици за Кијев, Дњепарко-карпатској офанзиви, бици за Праг и др.

### Послератна каријера
Након рата је напустио Оружане снаге и именован је за секретара Украјинске комунистичке партије за кадровска питања. Од 9. јануара 1950. до августа 1951. године, водио је партијски одбор Одеског региона. Био је заменик 3. и 4. сазива Врховног совјета Совјетског Савеза, између 12. марта 1950. и 14. марта 1958. године.
Изненада је 1951. године позван у Москву и именован за заменика министра државне безбедности. Именовање је повезано са хапшењем бившег министра Виктора Абакумова који је оптужен за издају и касније је убијен 1954. године. Уместо дотадашњих чланова примљени су страначки радници који нису имали никакве везе са органима Министарства државне безбедности. Епишев је изненада уклоњен са положаја неколико дана после смрти Стаљина у марту 1953. и вратио на место првог секретара регионалног одбора странке у Одеси. Члан Централног комитета Украјине био је од 1954 до 1956. године. Обављао је функцију амбасадора Совјетског Савеза у Чехословачкој 1955−1961 и Југославији 1961−1962. године.
Дана 11. маја 1962. године, Ипишев је унапређен у чин Армијског генерала и именован за начелника политичке дирекције Совјетске армије и морнарице, што је у ствари био надзорник оружаних снага. У пуноправно чланство Централног комитета КПСС примљен је 16. новембра 1964. године. У јулу 1985. године је именован за инспектора у Министарству одбране. Убрзо је умро 15. септембра 1985. године.